# ياماندو أورسي
ياماندو رامون أنطونيو أورسي مارتينيز (من مواليد 13 يونيو 1967) هو سياسي وأستاذ تاريخ أوروغوياني يشغل منصب الرئيس الثالث والأربعين للأوروغواي منذ مارس 2025. وهو عضو في حركة المشاركة الشعبية اليسارية، والتي تُعد الفصيل الرئيسي في حزب الجبهة الموسعة. وقد شغل منصب عمد إدارة كانيلونيس خلال الفترة من 2015 حتى فبراير 2020، ثم ولاية ثانية من نوفمبر 2020 حتى 2024.
تخرج أورسي من معهد أساتذة أرتيغاس عام 1991 كأستاذ في التاريخ، وعمل في عدة مدارس ثانوية في إدارات كانيلونيس وفلوريدا ومالدونادو. بدأ نشاطه السياسي في سن المراهقة، وكان عضوًا في تيار أرتيغويستا حتى عام 1990، قبل أن ينضم إلى حركة المشاركة الشعبية التي تأسست في العام السابق.